# Klekotki (Bartoszyce)
Klekotki (deutsch Charlottenberg) ist eine Ortschaft in der polnischen Woiwodschaft Ermland-Masuren. Sie ist Teil des Ortes Krawczyki (Kraftshagen) in der Gmina Bartoszyce (Landgemeinde Bartenstein) im Powiat Bartoszycki (Kreis Bartenstein (Ostpr.)).

## Geographische Lage
Klekotki liegt südlich des Leśne Bagno in der nördlichen Mitte der Woiwodschaft Ermland-Masuren, 33 Kilometer südwestlich der einstigen und heute auf russischem Staatsgebiet gelegenen Kreisstadt Friedland (russisch Prawdinsk) bzw. zehn Kilometer südlich der heutigen Kreismetropole Bartoszyce (deutsch Bartenstein).

## Geschichte
Das einst Charlottenburg und nach 1820 Charlottenberg genannte kleine Dorf im ostpreußischen Kreis Friedland (1927 bis 1945 „Kreis Bartenstein“) zählte im Jahre 1905 insgesamt 35 Einwohner. Bis 1928 gehörte der Ort zum Gutsbezirk Kraftshagen im Amtsbezirk Kraftshagen, danach zur Landgemeinde Kraftshagen im Amtsbezirk Groß Schwaraunen.
Als 1945 in Kriegsfolge das gesamte südliche Ostpreußen an Polen fiel, erhielt Charlottenberg die polnische Namensform „Klekotki“ und ist heute ein „część wsi Krawczyki“ (= „Teil des Ortes Krawczyki“) innerhalb der Landgemeinde Bartoszyce (Bartenstein) im Powiat Bartoszycki (Kreis Bartenstein (Ostpr.)), 1975 bis 1998 der Woiwodschaft Olsztyn, seither der Woiwodschaft Ermland-Masuren zugehörig.

## Religion
Christentum
Bis 1945 war Charlottenberg in die evangelische Kirche Gallingen (polnisch Galiny) in der Kirchenprovinz Ostpreußen der Kirche der Altpreußischen Union, außerdem in die römisch-katholische Kirche St. Bruno in Bartenstein im Bistum Ermland eingepfarrt.
Heute gehört Klekotki katholischerseits zur Kirche Mariä Himmelfahrt in Galiny (Gallingen) im jetzigen Erzbistum Ermland, evangelischerseits zur Kirchengemeinde in der Stadt Bartoszyce (Bartenstein), einer Filialgemeinde der Johanneskirche in Kętrzyn (Rastenburg) in der Diözese Masuren der Evangelisch-Augsburgischen Kirche in Polen.

## Verkehr
Klekotki ist über einen Abzweig von der Straße Krawczyki–Krekole aus direkt zu erreichen. Eine Bahnanbindung besteht nicht.